# Can Conna
Can Conna és una obra barroca de Sant Cebrià de Vallalta (Maresme) inclosa a l'Inventari del Patrimoni Arquitectònic de Catalunya.

## Descripció
Masia de planta rectangular formada per tres cossos perpendiculars a la façana. Té afegit un altre cos a cada banda, de mides diferents. La coberta és a dues aigües. Té planta baixa, primer pis -amb finestres de pedra granítica- i unes petites golfes a la part central. La porta d'entrada és de forma rectangular amb una llinda de granit, com a element més destacable, a la qual hi ha esculpides amb lletres el nom abreujat del propietari, entre la creu, el nom de Jesús i l'any de la construcció: "1773". La decoració és d'estil barroc. Hi ha un rellotge de sol que decora la façana principal.